# سيرغي فولكوف (لاعب كرة قدم)
سيرغي فولكوف هو لاعب كرة قدم روسي، ولد في 9 سبتمبر 2002.